# Ямасита, Рин
Рин Ямасита (яп. 山下りん, в крещении Ирина; 16 июня 1857, Касама — 26 января 1939, Касама, Япония) — первая японская иконописица.

## Биография
Родилась 16 июня 1857 года в Касаме в небогатой самурайской семье.
С раннего детства имея склонность к рисованию, в 1872 году направилась в Токио для обучения живописи. Рано лишилась отца, девочка с разрешения матери начала заниматься традиционным японским искусством — гравюрой «укиё-э», а одним из её наставников был Тоёхара Кунитика. Чуть позже художница пробовала себя в европейской живописи, которая после буржуазной революции Мэйдзи, завоевывала популярность и теснила национальные японские школы.
В 1876 году, победив в трудном конкурсе, поступила в Школу искусств при Технологическом колледже, где впервые в Японии было введено обучение европейской масляной живописи, а преподавателем был последователь барбизонской школы, итальянец Антонио Фонтанези. В период обучения состоялось её знакомство с принявшей православие Масако Ямамура, которая в свою очередь познакомила Рин с русским миссионером архимандритом Николаем (Касаткиным). В 1878 году Рин была крещена с именем Ирина, а одной из первых её работ на религиозную тему стал эскиз к обложке журнала «Сэйкё симпо» («Православный вестник»), который издавала православная миссия в Токио.
В 1879 году, архимандрит Николай, будучи в России, согласовал для японки Масако Ямамура стажировку в иконописной мастерской Новодевичьего Воскресенского монастыря в Петербурге, но так как девушка вышла замуж, в Санкт-Петербург была направлена Рин Ямасита. По дороге в Россию, Рин посетила храм Святой Софии в Константинополе, а в Александрии впервые надела европейское платье. Она прибыла в Петербург в марте 1881 года и стала первой женщиной-японкой, приехавшей учиться в Россию.
Хотя в мастерской Воскресенского монастыря ориентировались на письмо в «греческом стиле», среди учителей был также ректор Императорской Академии художеств Фёдор Иванович Иордан, который привил Рин уважение к западному искусству. Молодая японская иконописица посещала Эрмитаж, делая копии с работ известных западноевропейских мастеров, а влияние Ф. И. Иордана сказывалось на её творчестве до конца жизни.
Весной 1883 года, из-за проблем со здоровьем, конфликтной ситуации с игуменьей Воскресенского монастыря Евстолией, запрещавшей девушке посещать Эрмитаж, а также неудачного эпизода в личной жизни, художница выехала в Японию, где поселилась в Токио при православной миссии. Поддержку иконописице, проработавшей при храме до 1918 года, оказывал начальник миссии Николай (Касаткин), ласково называвшей её «наша иконописица Ирина Петровна». После смерти епископа, Рин вернулась в свой родной город Касама.
Скончалась 26 января 1939 года.

## Творчество
В настоящее время по разным оценкам известно от 100 до 250 произведений Рин Ямаситы. Иконы художницы находятся в кафедральном соборе Воскресения Христова в Токио, а также в других православных храмах, расположенных главным образом в северной части Японии. Часть её произведений, и среди них лучшие, погибли во время токийского землетрясения 1923 года и во время второй мировой войны.
В собрании Государственного Эрмитажа, сохранилась единственная, находящаяся на территории России, икона «Воскресение Христово» кисти Рин Ямаситы, подаренная наследнику российского престола Николаю Александровичу в 1891 году во время его посещения Японии. Знаменитым мастером Ясудзи Такаи для иконы был изготовлен деревянный оклад в японском стиле. Первоначально икона находилась в покоях императора в Аничковом дворце, а после коронации перенесена в Зимний дворец.
До настоящего времени в Японии сохраняется высокий интерес к творчеству первой японской иконописицы, проводятся выставки работ художницы, выходят книги, статьи, фильмы, телепрограммы.

## В культуре
В 1992 году был снят российско-японский художественный фильм «Рин. Легенда об иконе».